# Верхнежёрновское сельское поселение
Верхнежёрновское сельское поселение — муниципальное образование в Покровском районе Орловской области России.
Создано в 2004 году в границах одноимённого сельсовета.  Административный центр — деревня Шалимовка.

## География
Расположено на востоке Покровского района.

## Население
| 2010 | 2012 | 2013 | 2014 | 2015 | 2016 | 2017 |
| ---- | ---- | ---- | ---- | ---- | ---- | ---- |
| 755  | ↘749 | ↘741 | ↘712 | ↘693 | ↘662 | ↘640 |
| 2018 | 2019 | 2020 | 2021 | 2023 |      |      |
| →640 | ↗642 | ↘633 | ↗635 | ↘609 |      |      |

## Населённые пункты
В состав сельского поселения (сельсовета) входят 12 населённых пунктов:
| №  | Населённый пункт | Тип     | Население (чел.) |
| -- | ---------------- | ------- | ---------------- |
| 1  | Вепринец         | деревня | ↘280             |
| 2  | Верхний Жёрновец | деревня | ↘133             |
| 3  | Высокое          | деревня | 31               |
| 4  | Денисовка        | деревня | 0                |
| 5  | Кадинка          | деревня | 40               |
| 6  | Лазаревка        | деревня | 66               |
| 7  | Муратово Второе  | деревня | 26               |
| 8  | Муратово Первое  | деревня | 9                |
| 9  | Нахаловка        | посёлок | 0                |
| 10 | Рубленый Колодец | деревня | 22               |
| 11 | Трубицино        | деревня | 5                |
| 12 | Шалимовка        | деревня | ↘143             |